# Čechoslovakismus

Státní vlajka Československa

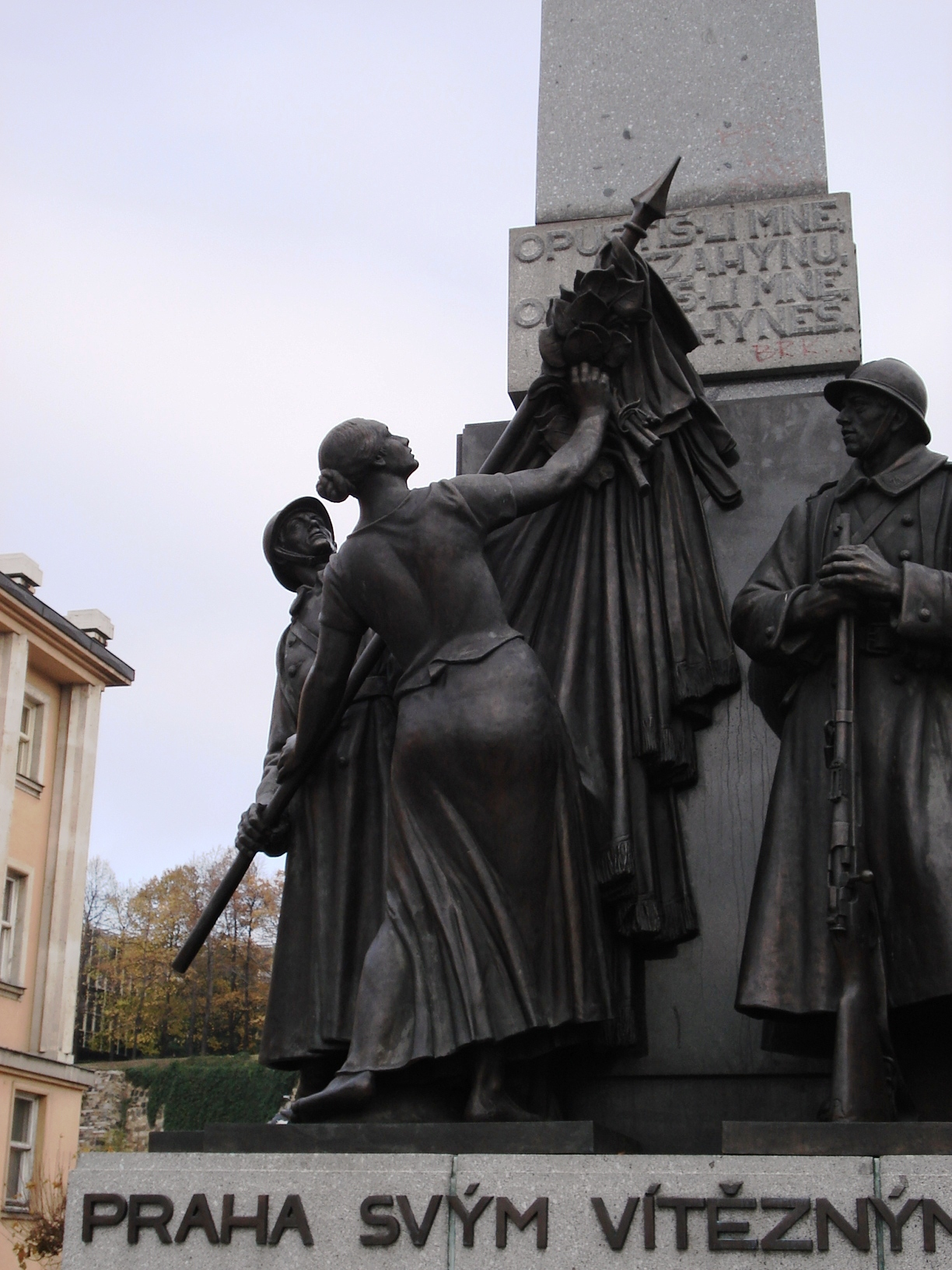
Památník u Palackého náměstí v Praze věnovaný Československým legiím první světové války.

Čechoslovakismus znamená politickou či kulturněpolitickou koncepci, která vychází z představy o existenci československého národa a československého jazyka. Důvodem vzniku byly obranné mechanismy před nacionálními sjednocovacími proudy v Německu a Itálii, které vrcholily koncem 19. století, nacionalismus Maďarů atd. Podobné snahy jako byl čechoslovakismus (vytváření nacionálních států na základě národnostních kritérií) vznikaly souběžně také mezi Jihoslovany (Království SHS, později Jugoslávie), dále v Řecku a v Rumunsku.

## Historie čechoslovakismu
Čechoslovakismus se objevil již v 19. století (Bohuslav Tablic, Juraj Palkovič, Ján Kollár, Pavel Josef Šafařík). Na Slovensku jeho kulturní kořeny vycházely především z protestantského prostředí, kde tamní evangelíci od 17. století vycházeli z češtiny Bible kralické, jako základu pro svůj spisovný jazyk, známý jako bibličtina. Již v roce 1793 vytvořil v Prešpurku kněz Juraj Ribay takzvaný Projekt ústavu alebo spoločnosti slovensko-českej medzi Slovákmi v Uhorsku, který navrhl první vzdělávací instituci pro uherské Slováky založenou na češtině. V období před první světovou válkou bylo pro co nejširší kulturní spolupráci Čechů a Slováků významné slovenské hnutí hlasistů, postavené okolo studenta Tomáše Garrigua Masaryka Vavra Šrobára. V průběhu války se čechoslovakismus stal v exilu konceptem národního osvobození Čechů a Slováků a základem pro vytvoření společného československého státu. Koncepce čechoslovakismu byla nejúspěšnější koncepcí osvobození Čechů v českých zemích a Slováků na Slovensku z nerovného postavení v rakousko-uherské monarchii na základě Kollárovy a Palackého myšlenky jednoty Čechů a Slováků.
Kromě československé myšlenky existovaly i koncepce obnovení českého království v rámci autonomie nebo jiné dohody s Vídní (v minulosti ji zastupoval Havlíček, Palacký, Rieger, Masaryk či Kramář) či slovenská cesta k samostatnosti (navrhl některé její rysy Bernolák, Štúr, Hurban aj.). Tyto koncepty ale byly v průběhu první světové války postupně opouštěny jako politicky nereálné, přesto byly částečně zahrnuty do myšlenky Československa jako kupř: obnovení české státnosti v historických hranicích Českého království, obrana Slovenska před politikou jeho znovučlenění do Uherska, kdy István Bethlen dokázal politicky propojit poválečné Maďarsko s fašistickou Itálií a zosnoval snahy o obnovu předválečného Uherska atd.
Čechoslovakismus se ale nemůže definovat jen jako pojem vzniku československého národa či kmene z obranných a nacionálních tendencí, myšlenka měla vyšší nadnárodní obsah, který měl překonávat provincionalismus prostředí a myšlení, chtěl změnit přílišnou uzavřenost a skromnost české či slovenské politiky, nahradit ji ideou evropskou, slovanskou a demokratickou. V rámci Společnosti národů to měl být i rozměr světový.

## Představitelé

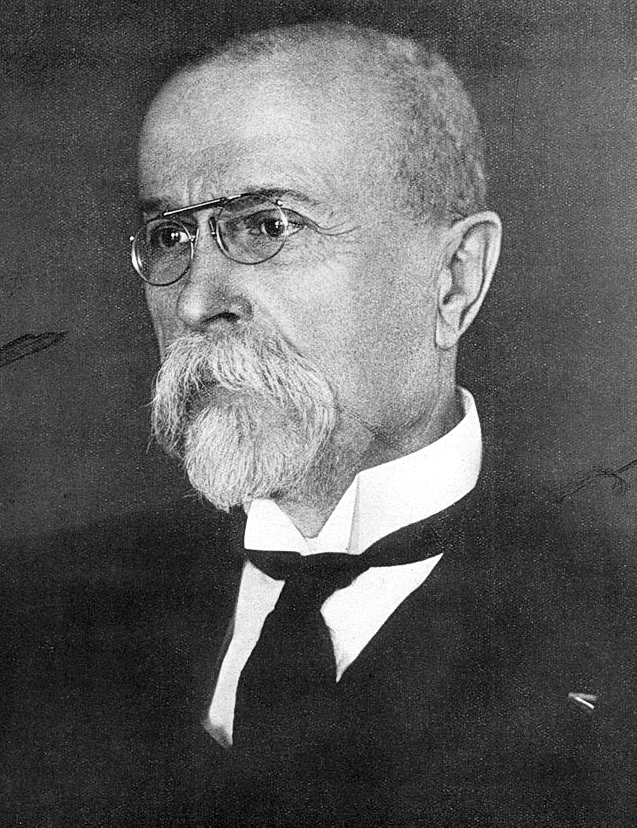
Tomáš Garrigue Masaryk, jeden z hlavních představitelů čechoslovakismu

Za hlavní představitele čechoslovakismu v první Československé republice jsou považováni tehdejší prezident Tomáš Garrigue Masaryk, Milan Rastislav Štefánik, Edvard Beneš a Vavro Šrobár.

## Autonomie
Verze Martinské deklarace, vzniklá svévolnou následnou úpravou dokumentu Milanem Hodžou, obsahuje čistě čechoslovakistickou terminologii. Verze přijatá na zakládajícím shromáždění Slovenské národní rady (SNR) 30. října 1918 v Martině se nedochovala, podle signatářů byly Hodžou z dokumentu vypuštěny i požadavky na slovenské národní sebeurčení[zdroj?].
Edvard Beneš i Masaryk rezolutně odmítali pokusy o autonomii Slovenska či jiné projevy slovenského separatismu jako kupř: heslo „Slovensko Slovákom“. Tyto snahy označovali za projevy provinčního myšlení, nepochopení evropské politiky, která je plná politických proudů, kdy se sjednocují příbuzné národy (Švýcarsko, Německo, Itálie, Velká Británie, Francie atd.) a nastává velmi těžká situace pro malé národnostní státy, jako byla Litva, Estonsko atd. Hlavní argument proti autonomii byly lepší podmínky pro uplatnění slovenské inteligence ve větším jednotném státu. Další hlavní přínos jednotného státu pro Slováky Beneš zdůrazňoval rovný přístup k úřadům (i když v praxi nebyl i podle jeho slov vždy ideální) pro Slováky v západoevropské kultuře, kterou reprezentovali hospodářsky vyspělejší Češi, pro Čechy zase v lidovější kultuře Slovenska. Argument natality: zvýšení porodnosti na Slovensku v letech 1920 až 1930, ukázalo přírůstek v porodnosti Slováků o 11 %, Čechů o 7 %, podle E. Beneše to jen potvrzovalo fakt, že by hornaté Slovensko v budoucnosti nedokázalo narůstající slovenskou populaci uživit a Slováci budou muset stejně během 30 až 40 let expandovat na české území.

## Po vzniku Československa
Po vzniku ČSR se stal čechoslovakismus státní doktrínou, která byla zakotvena v ústavě z roku 1920. (Ta např. hovoří o jazyku československém, nikoliv o češtině a slovenštině.) Vyučujícím jazykem na území Slovenska však byl jazyk slovenský. Z politického a národnostního hlediska bylo uzákonění jednoho (československého) národa nutností, neboť na území Československa byly jiné početné národnostní menšiny; německá menšina byla dokonce silnější než menšina slovenská. Pro slovenskou menšinu spojení vytvářelo prostor pro emancipaci slovenského národa, kterému ještě před válkou hrozila úplná maďarizace. Postupně se však stalo překážkou pro dovršení slovenské národní seberealizace. Bez čechoslovakismu by tak neexistoval výrazný většinový národ.
Odpůrci čechoslovakismu byli především komunistická strana a slovenští autonomisté. Okupace Československa a vznik druhé republiky v roce 1938 znamenal faktický konec čechoslovakismu. Autoritativní režim na Slovensku vytvořil slovenskou autonomní vládu a i v českých zemích se vládní garnitura přeorientovala na princip českého národa.

## Po druhé světové válce
Ačkoliv československá exilová vláda v Londýně v čele Edvardem Benešem a Janem Šrámkem svoji politiku nadále stavěla na čechoslovakistickém konceptu, odpor komunistů, slovenské politické reprezentace a odpadnutí národnostního problému v podobě dohody o poválečném odsunu německého obyvatelstva, umožnil v roce 1943 dohodu, ve které již exilová reprezentace počítala se státem českého a slovenského národa, s případnou možností pro autonomní Podkarpatskou Rus.
Proces odmítání čechoslovakismu byl završen v roce 1968 ústavním zákonem o československé federaci dvou národních republik – české a slovenské socialistické republiky, tvořících spolu ČSSR.

## Po zániku Československa
K československé národnosti se stále hlásí někteří exulanti z Československa. V posledním sčítání lidu v Kanadě (proběhlo v roce 2001) se k československé národnosti přihlásilo celkem 39 760 osob.
Po zániku Československa byla v České republice ve sčítáních lidu možnost uvést československou národnost. V roce 2011 ji však využilo jen 6 624 osob.
V roce 2022 a 2023 se v Česku rozšířilo celosvětové hnutí „Suverénní občani“ a na Slovensku uskupení „Slovanské Srdce“ které popírají legitimitu České i Slovenské republiky. Kvůli tomu nedodržují zákony a neuznávají instituce nebo si dělají své vlastní občanské průkazy. Mezi známými stoupenci téhle myšlenky patří např. aktivistka Jana Peterková, která např. v soudu v Praze dne 30. května 2023 v souvislosti s projednáváním „kauzy dezinformátorky Jany Peterkové“ se před davem podporovatelů prohlásila jako občanka České a Slovenské federativní republiky. Příslušníci tohoto hnutí však projevují sentiment k federálnímu státu, nikoliv příslušnost k původní ideji zavrženou politickou reprezentací v roce 1938 a oficiálně z ústavních dokumentů odstraněnou v roce 1948 přijetím nové ústavy. Portál Seznam zprávy přinesl článek o podobných hnutích nejen v České republice, ale i v jiných státech proti oficiálnímu státnímu zřízení.

## Národnostní složení v Československu roku 1921

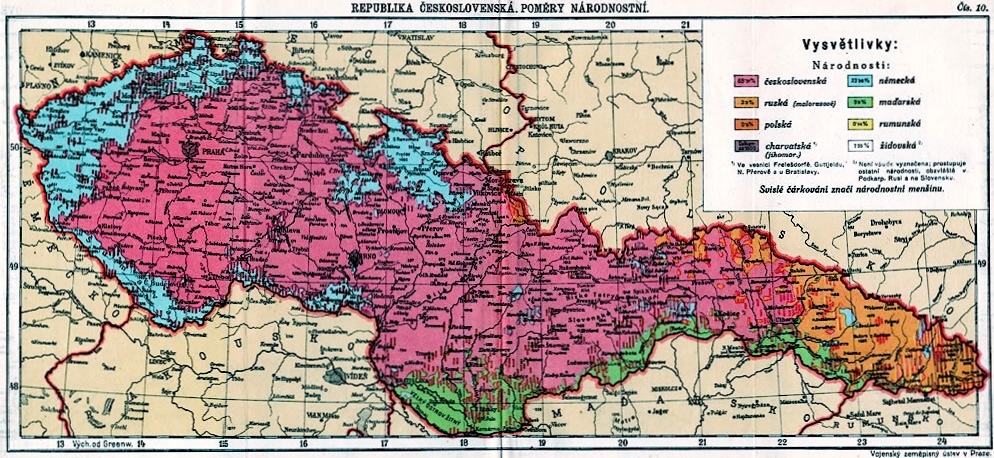
Národnostní mapa Československa podle sčítání lidu z roku 1930

| celková populace | 13 607 385 |         |
| ---------------- | ---------- | ------- |
| Čechoslováci     | 8 759 701  | 64,37 % |
| Němci            | 3 123 305  | 22,95 % |
| Maďaři           | 744 621    | 5,47 %  |
| Rusíni           | 461 449    | 3,39 %  |
| Židé             | 180 534    | 1,33 %  |
| Poláci           | 75 852     | 0,56 %  |
| Ostatní          | 23 139     | 0.17 %  |
| Cizinci          | 238 784    | 1.75 %  |